# Rosa lecomtei
Rosa lecomtei är en rosväxtart som beskrevs av George Albert Boulenger. Rosa lecomtei ingår i släktet rosor, och familjen rosväxter. Inga underarter finns listade i Catalogue of Life.